# Spazio di Besov
In analisi funzionale, uno spazio di Besov {\displaystyle B_{p,q}^{s}(\mathbb {R} )} è uno spazio metrico completo quasinormato che è uno spazio di Banach quando {\displaystyle 1\leq p} e {\displaystyle q\leq \infty }. Sotto opportune ipotesi gli spazi di Besov sono equivalenti a spazi di interpolazione intermedi tra spazi di Sobolev. Nello specifico, sia:
{\displaystyle \Delta _{h}f(x)=f(x-h)-f(x)}
una differenza finita e si consideri il modulo di continuità:
{\displaystyle \omega _{p}^{2}(f,t)=\sup _{|h|\leq t}\left\|\Delta _{h}^{2}f\right\|_{p}}
Se n è un numero intero non negativo, definendo {\displaystyle s=n+\alpha } con {\displaystyle 0<\alpha \leq 1}, lo spazio di Besov {\displaystyle B_{p,q}^{s}(\mathbb {R} )} contiene tutte le funzioni {\displaystyle f} tali che:
{\displaystyle f\in W^{n,p}(\mathbb {R} )\qquad \int _{0}^{\infty }\left|{\frac {\omega _{p}^{2}\left(f^{(n)},t\right)}{t^{\alpha }}}\right|^{q}{\frac {dt}{t}}<\infty }
dove {\displaystyle W^{n,p}(\mathbb {R} )} è uno spazio di Sobolev.
Nello spazio di Besov {\displaystyle B_{p,q}^{s}(\mathbb {R} )} è definita la norma:
{\displaystyle \left\|f\right\|_{B_{p,q}^{s}(\mathbf {R} )}=\left(\|f\|_{W^{n,p}(\mathbf {R} )}^{q}+\int _{0}^{\infty }\left|{\frac {\omega _{p}^{2}\left(f^{(n)},t\right)}{t^{\alpha }}}\right|^{q}{\frac {dt}{t}}\right)^{\frac {1}{q}}}
Lo spazio {\displaystyle B_{2,2}^{s}(\mathbb {R} )} coincide con il classico spazio di Sobolev {\displaystyle H^{s}(\mathbb {R} )}.

## Differenze finite e moduli di continuità
La differenza finita di ordine m e passo h applicata a {\displaystyle f(x)} è definita nel seguente modo:
{\displaystyle \Delta _{h}^{m}f(x)=\sum _{k=0}^{m}{\binom {m}{k}}(-1)^{m-k}f(x+kh)}
Da cui il modulo di continuità di ordine m di {\displaystyle f} in Lp è definito da:
{\displaystyle \omega _{p}^{m}(f,t)=\sup _{|h|\leq t}\|\Delta _{h}^{m}f\|_{p}}
Siano {\displaystyle \Omega \subseteq \mathbb {R} ^{d}} un dominio, {\displaystyle s>0} e {\displaystyle p,q\in (0,\infty ]}. Si ponga inoltre {\displaystyle m:=[s]+1}. Lo spazio di Besov:
{\displaystyle B_{p,q}^{s}(\Omega ):=B_{p}^{s,q}(\Omega ):=B_{q}^{s}(L^{p}(\Omega ))}
è l'insieme delle funzioni in {\displaystyle L^{p}(\Omega )} tali che la quasi-seminorma:
{\displaystyle |f|_{B_{q}^{s}(L^{p}(\Omega ))}={\begin{cases}\left(\int _{0}^{\infty }[t^{-s}\omega _{p}^{m}(f,t)]^{q}{\frac {dt}{t}}\right)^{\frac {1}{q}}\quad &0<q<\infty \\\sup _{t\in (0,\infty )}t^{-s}\omega _{p}^{m}(f,t)&q=\infty \end{cases}}}
è finita. In simboli:
{\displaystyle B_{q}^{s}(L^{p}(\Omega )):=\{f\in L^{p}{\mbox{ t.c. }}|f|_{B_{q}^{s}(L^{p}(\Omega ))}<\infty \}}

## Norma
Questo spazio è munito della norma:
{\displaystyle \|f\|_{B_{q}^{s}(L^{p}(\Omega ))}=\|f\|_{L^{p}}+|f|_{B_{q}^{s}(L^{p}(\Omega ))}}

## Inclusioni
Fra gli spazi di Besov valgono le seguenti inclusioni:
{\displaystyle B_{q_{1}}^{s}(L^{p}(\Omega ))\subset B_{q_{2}}^{s}(L^{p}(\Omega ))\qquad q_{1}<q_{2}}
Per quanto riguarda {\displaystyle B_{\infty }^{1}}, talvolta detto spazio di Zygmund ({\displaystyle B_{\infty }^{1}({\mathcal {C}})}), si hanno le seguenti inclusioni:
- {\displaystyle {\mathcal {C}}^{0,1}({\overline {\Omega }})\subset B_{\infty }^{1}({\mathcal {C}}^{0}({\overline {\Omega }}))}
- {\displaystyle W^{1}(L^{p}(\Omega ))\subseteq B_{\infty }^{1}(L^{p}(\Omega )),} dove l'uguaglianza vale per {\displaystyle p=2}.

## Interpolazione
Siano {\displaystyle \Omega \subseteq \mathbb {R} ^{d}} un dominio lipschitziano, {\displaystyle m\in \mathbb {N} } e {\displaystyle p\in [1,\infty ]}. Allora il funzionale di Peetre K è equivalente a meno di costanti al modulo di continuità di ordine m di {\displaystyle f} in Lp:
{\displaystyle K(f,t^{m};L^{p}(\Omega ),W^{m}(L^{p}(\Omega )))\approx \omega _{p}^{m}(f,t)}
Quindi gli spazi che interpolano {\displaystyle L^{p}(\Omega )} e {\displaystyle W^{m}(L^{p}(\Omega ))} sono spazi di Besov:
{\displaystyle (L^{p}(\Omega ),W^{m}(L^{p}(\Omega )))_{\theta ,q}=B_{q}^{\theta m}(L^{p}(\Omega ))\qquad \forall \,\theta \in (0,1)\quad \forall \,q\in (0,\infty ]}